# Saint-Michel-de-Dèze
Saint-Michel-de-Dèze – miejscowość i gmina we Francji, w regionie Oksytania, w departamencie Lozère.
Według danych na rok 1990 gminę zamieszkiwało 160 osób, a gęstość zaludnienia wynosiła 11 osób/km² (wśród 1545 gmin Langwedocji-Roussillon Saint-Michel-de-Dèze plasuje się na 746. miejscu pod względem liczby ludności, natomiast pod względem powierzchni na miejscu 546.).